# Котор (община)
У этого названия есть также и другие значения, см. Котор (значения).
Община Котор (черног. Општина Котор) — община в Черногории. Административный центр — город Котор.

## География
Община Котор занимает площадь в 335 км².
Она расположена в юго-западной части страны, на побережье Адриатического Моря. Побережье общины частично занято Которским заливом.
Относительно равнинная местность на юге, где максимальная высота не превышает 400 метров, сменяется высокими горами на севере, достигающими 1700 метров в высоту.
На востоке от общины также располагаются горы Ловчен. Окрестности города Котор являются крупным туристическим центром.

## Население
По данным переписи 2011 года, население общины составляет 22 601 человек.
В населении общины наибольшую численность имеют черногорцы (48,88% или 11047 человек), следующее место занимают сербы (30,57% или 6910 человек), затем идут хорваты (6,87% или 1553 человека). Оставшуюся часть населения составляют прочие народы (5,07% или 1145 человек) и люди с неизвестной национальностью (8,61% или 1946 человек).
Большинство проживающих на территории общины исповедует православие (93,72% или 3345 человек), также здесь проживают католики (11,76% или 2658 человек) и мусульмане (1,66% или 375 человек).